# Senecauxia coraliae
Senecauxia coraliae là một loài bướm đêm thuộc phân họ Arctiinae, họ Erebidae.